# Longstowe
Longstowe är en by och en civil parish i South Cambridgeshire, i Cambridgeshire i England. Folkmängden uppgår till cirka 200 invånare. Den har en kyrka.